# Galbella ukerewensis
Galbella ukerewensis es una especie de escarabajo del género Galbella, familia Buprestidae. Fue descrita científicamente por Obenberger en 1937.